# 야성의 숲
"야성의 숲"은 1976년에 개봉한 대한민국의 영화이다.

## 캐스팅
- 유가영 : 가영 역
- 현석 : 덕수 역
- 신구
- 도금봉
- 안병경
- 김운하
- 박미영
- 장훈
- 전숙
- 이형
- 최설희
- 박희숙
- 김해리
- 유수희
- 박상일
- 나희동
- 유기종
- 이근호
- 문미봉
- 최석
- 백송
- 임해림
- 이예민
- 김기범
- 박달
- 김승남
- 주일몽
- 임동훈
- 박종설
- 석인수
- 김신명
- 손전
- 한명환
- 주선자
- 송희자
- 김대현
- 지계순
- 박일
- 이영호
- 한다영